# Roland Töpfer
Roland Töpfer (* 20. August 1929 in Chemnitz; † 11. September 1999 in Bad Endorf) war ein deutscher Trickfilmregisseur und der Schöpfer des HB-Männchens.

## Werdegang
Töpfer erlernte den Beruf des Textilmustergestalters und studierte anschließend an der Kunstakademie Dresden. Er erhielt eine Anstellung bei der DEFA, wo er an der Erstellung von Trickfilmen mitarbeitete. 1953 siedelte Töpfer nach West-Berlin über. Er blieb dem Medium treu und arbeitete für die Berliner Kruse-Film an der Animation von gezeichneten Trickfilmen. So erweckte er unter anderem auch Charaktere von Loriot zum Leben.
1957 erfand und zeichnete er für die Fernsehwerbung der Zigarettenmarke HB die Figur Bruno, die als HB-Männchen bekannt wurde. Bis zum Verbot der Werbung für Zigaretten im Fernsehen 1972 produzierte Töpfer jedes Jahr 10 bis 15 Werbefilme mit seiner Figur; anschließend setzte er sie bis zur Einstellung der Kampagne 1984 in der Kinowerbung ein. Töpfer zeichnete auch den Hustinetten-Bär.
1990 wurde die Kruse-Film, bei der Töpfer 37 Jahre beschäftigt war, aufgelöst. Töpfer war daraufhin als freiberuflicher Berater und Regisseur von Trickfilmen tätig.
Roland Töpfer starb 1999 bei einem Unfall.

## DVD
- Roland Töpfer, Das HB-Männchen und seine Abenteuer, DVD 217 min, Tacker Film